# Iblis (Sänger)
Iblis (* 10. Juli 1972 in der Nähe von Kiel), bürgerlich Sven Löbl, ist ein deutscher Musiker und Musikproduzent. Er ist vor allem als ehemaliger Sänger der Extreme-Metal-Band Endstille bekannt.

## Endstille
Iblis war 2000 zusammen mit Cruor, Mayhemic Destructor und L. Wachtfels Mitbegründer der Band Endstille. Von 2001 bis 2009 wurden insgesamt acht Alben mit Sänger Iblis veröffentlicht.  2009 war er gezwungen, Endstille zu verlassen. Die Trennung war nicht einvernehmlich und kam auf Seiten von Iblis nach eigenen Angaben völlig überraschend. Er gab außerdem an, von den restlichen Mitgliedern von Endstille über den Tisch gezogen worden zu sein. Die anderen Mitglieder äußerten sich nicht über den Split.
Ein Jahr später stieg er bei Haradwaith als fester Sänger ein und spielte einige Konzerte mit der Band. Er veröffentlichte mit ihnen das Album Creating Hell (2010) über Black Bards Entertainment. Schon zur Veröffentlichung des Albums stand allerdings fest, dass er nicht lange bei der Band bleiben würde. Einige Tracks wurden bereits als Bonusversionen von deren neuem Sänger Skoll eingesungen. Iblis zog sich aus der Musikszene zurück und konzentrierte sich auf seine Familie.

## Diskografie

### Als Vollmitglied
mit Cosmic Haze
- 1995: Cosmic Haze

mit Octoria
- 1999: Demo 1999

mit Endstille
- 2001: DEMOn
- 2002: Operation Wintersturm (Wiederveröffentlichung 2004)
- 2003: Frühlingserwachen
- 2004: Dominanz
- 2005: Navigator
- 2006: Lauschangriff … (Split-LP mit Graupel)
- 2007: Endstilles Reich
- 2009: Verführer

mit Haradwaith
- 2010: Creating Hell

### Gastauftritte
- 1995: Exceeding (Demo) von Red Fire Rain
- 2006: Atomvinter (Extended Play) von Koldbrann
- 2006: Bestial Swarm auf Moribund von Koldbrann
- 2009: Existence Is Hate auf Gebet und Verderben von In Conspectu Mortis
- 2009: Children on the Next Level auf Order von Maroon